# La Invencible Esther
La Invencible Esther es una miniserie de televisión colombiana producida para el canal regional Telecaribe. Está inspirada en la vida de Esther Forero, cantante y compositora. Dirigida por Yuldor Gutiérrez. Está protagonizada por Jennifer Steffens y Iris de la Ossa, con las actuaciones de Xilena Aycardi, Ismael Barrios, Braian V. Aburaad, Evelia Betancourt y la participación especial de Albie Birmann.

## Sinopsis
Se relata la vida de Esther Forero, reconocida por ser la embajadora musical del Caribe colombiano ante el mundo y un símbolo de alegría, quien se recuerda con una de sus máximas creaciones: "La guacherna".

## Elenco

### Principal
- Jennifer Steffens como Esther Forero
- Iris de la Ossa como Esther Forero joven
- Violeta Buelvas como “Esther forero niña
- Xilena Aycardi como Josefina Celis
- Braian V. Aburaad como Abel
- Ismael Barrios como Gabriel Abello
- Santy Molina como Gabriel Abello joven
- Franco Ché como Tony
- Albie Birmann como Nicolás Gutiérrez
- Giovanni De Martino como Iván González
- Estela Alcocer como Virgelina Adulta
- Evelia Betancourt como Virgelina joven
- Tania Falquez como La Diva
- Carlos Amaya como El maestro de ceremonias
- Mauricio Rieder como Locutor
- Julio Echeverry como Manuel María Forero
- Amparo Conde como Maestra escuela
- MeryAnn Rodríguez como Martina Guerrero
- Andrea Castell como Elba González
- Calíope como Teresa González

## Producción
La serie, grabada en Barranquilla, ciudad natal de la artista, especialmente en el barrio Abajo buscando contar su historia de manera real. Para el rodaje, sus nietas contaron anécdotas nunca antes conocidas, sobre todo, la historia verdadera de su padre, quien murió mientras la artista estaba en vida.
La producción hace un recuento de sus diferentes facetas, desde la relación con su familia, hasta el contacto y reconocimiento que logró en la escena musical. Los espectadores se podrán encontrar con una reconstrucción de la Barranquilla de los años 20, 30 y 40. El elenco se escogió tras una convocatoria abierta para todos los actores de la región Caribe.